# Zakhar Issaàkovitx Plavskin
Zakhar Issaàkovitx Plavskin (Mariúpol (Ucraïna), 1 de març de 1918 - Nova York, 2006) fou un filòleg hispanista i catalanista rus que va ser traductor a les brigades internacionals durant la guerra civil espanyola.
L'any 1941 es va graduar a la Facultat de Filologia de la Universitat de Leningrad. Durant la guerra civil espanyola, entre el juny de 1938 i el març de 1939, va fer de traductor en les unitats tanquistes de l'èxercit republicà. L'agost de 1945 és desmobilitzat degut a l'agreujament d'una malaltia ulcerosa. Va ser catedràtic de la Facultat de Filologia de la Universitat de Leningrad / Sant Petersburg fins al setembre de 1994, data en què es va traslladar amb la seva família a Nova York. Aquí va continuar escrivint i publicant llibres sobre literatura i història d'Espanya.